# Korshinskya kopetdaghensis
Korshinskya kopetdaghensis là một loài thực vật có hoa trong họ Hoa tán. Loài này được Pimenov & Kljuykov mô tả khoa học đầu tiên.